# Tungstato de sódio
Tungstato de sódio, Na2WO4, é um tungstato de sódio, é uma fonte usual de tungstênio. É preparado a partir dos minérios de tungstênio usados para fabricação de tungstênio por redução.
É frequentemente encontrado como dihidrato, Na2WO4.2H2O. Possui massa molar de 329,86 g/mol. Número CAS 10213-10-2. Apresenta-se como um sólido cristalino branco. Este sal é solúvel em água (~ 730 g/L a 20 °C) e é um agente oxidante moderadamente forte, mas não encontra uso muito comum em laboratório. Possui ponto de fusão de 100 °C com perda da água de hidratação. Tem densidade de 3,23 (20 °C).
Como o molibdato, o muito colorido complexo de tungstato (VI,V) é formado na redução do composto com um agente redutor muito suave, tal como compostos orgânicos complexos.

## Aplicações
Se utiliza na análise de mucoproteínas por meio do reagente de Folin-Ciocalteau.
Também é usado em banhos de proteção metálica por banho eletrolítico.
É também considerado como sendo um possível inibidor da proteína-tirosina fosfatase (PTPase).[carece de fontes?]
O tungstato de sódio tem potencial hipoglicemiante.